# Keir Dullea
Keir Dullea, född 30 maj 1936 i Cleveland, Ohio, är en amerikansk skådespelare som är mest känd för sin roll som astronauten David Bowman i filmen 2001 – Ett rymdäventyr från 1968.
Dullea föddes i Cleveland i Ohio men växte upp i Greenwich Village i New York där föräldrarna drev en bokhandel. Han tog examen vid George School i Pennsylvania. Han läste vid Rutgers University och San Francisco State innan skådespeleriet tog över. Han filmdebuterade 1961 i Hoodlum Priest. Han fick sitt stora genombrott med 2001 – Ett rymdäventyr. Han har genom åren medverkat i filmer men också haft en karriär på teaterscener i USA.

## Filmografi (urval)
- 1962 – David and Lisa
- 1965 – Bunny Lake är försvunnen
- 1968 – 2001 – Ett rymdäventyr
- 1969 – Kärlekens hus
- 1974 – Stilla natt, blodiga natt
- 1977 – Full Circle
- 1977 – Welcome to Blood City
- 1980 – Attack mot Eiffeltornet (TV-film)
- 1983 – BrainWaves
- 1984 – 2010
- 1992 – Oh, What a Night
- 2003 – Alien Hunter
- 2006 – Den innersta kretsen
- 2008 – The Accidental Husband
- 2012 – HENRi (röst)
- 2014 – Infinitely Polar Bear
- 2014 – Space Station 76
- 2020 – Hunters (TV-serie)